# Carles Pellicer i Rouviere
Carles Pellicer i Rouvière (Barcelona, 1865 - Barcelona, 1959) va ser un pintor, retratista i bohemi català.

## Biografia
Nascut a Barcelona, Carles Pellicer i Rouvière va ser fill únic d'una família benestant. El seu pare fou Manuel Pellicer, capità de la marina mercant, i la seva mare Matilde Rouvière, dona il·lustrada d'origen francès; des de la infantesa, van encarregar-se de proporcionar-li una bona educació. Cal destacar la figura de l’oncle del pintor, Lluís Rouvière i Bula, un prestigiós enginyer industrial de l'alta societat barcelonina i director de diverses companyies ferroviàries. També va ser delegat general de l’Exposició Universal de Barcelona.
Aquests orígens i contactes familiars, els seus estiuejos a Puigcerdà amb els Bertrand, els Granados, els Marshall, i el seu caràcter extravertit, van fer del mestre un personatge singular amb un ampli i heterogeni cercle d’amistats.

### Context històric
Pellicer va viure a els canvis de la societat barcelonina de finals del XIX, on proliferaven noves formes de vida, d’oci i de relacions socials a l'entorn de la música i l'espectacle, que és programaven als teatres i als salons de les cases benestants de la ciutat. Així, la Barcelona de finals del segle xix a inicis del XX va veure com la vida cultural i mundana es desenvolupava en determinades entitats on s'agrupaven cercles d' escriptors, artistes, pintors i músics.
A partir dels segles XVIII i XIX, el saló va convertir-se en una gran habitació destinada a la vida social; les festes i reunions de la bona societat es duien a terme en salons elegantment decorats. L'artista s'envolta d'un marc constructiu de Barcelona com a metròpoli moderna, al qual va contribuir l'Exposició Universal del 1888 i on París esdevé l'eix de transferència principal vers la capital catalana, que culturalment vol convertir-se en la París del sud. És en aquest panorama d’efervescència que hem de situar la figura de Carles Pellicer.

### Formació

#### Primers anys a Barcelona
Les primeres lliçons dins del món de l'art es remunten amb l'edat de quinze anys, quan va rebre formació de dibuix a casa del pintor, dibuixant i litògraf Eusebi Planas, que havia retornat de París on hauria treballat amb l'editor Adolphe Goupil. Les il·lustracions de caràcter eròtic del mestre van fer que Matilde Rouvière decidís que el seu fill canvies de centre.
A l'Escola de Belles Arts de Barcelona de Llotja, lloc on, des de la seva fundació al 1775, es formava la immensa majoria dels pintors catalans, sabem que Pellicer es va matricular a "Enseñanzas Superiores de Pintura, Escultura y Grabado" l'any 1883, concretament a les assignatures de Perspectiva, Anatomia artística i Teoría Estética é Historia de las Bellas Artes. Va tenir com a mestre a Antoni Caba i Casamitjana, un dels millors retratistes del moment, i Lluís Rigalt fins a l'any 1887, data en què trobem documents signats per ambdós mestres que indiquen la superació dels exàmens del jove pintor.
De la primera etapa del jove artista, destaca l'obra Nu femení (1883), similar a les formes arrodonides de les dones que es representen en una de les creacions de Jean Auguste Dominique Ingres, El bany Turc (1862). A més del reconeixement que van tenir les representacions anteriors, Carles Pellicer i Rouvière, també va realitzar una sèrie d'obres de temàtica de paisatges a l'assignatura "Copia en estampa", centrant-se en les estampes i cartilles dels mestres de la Itàlia renaixentista com Antonio Allegri da Correggio o Girolamo Francesco Mazzola, dit Parmigianino.

#### Etapa a París
L'any 1888, amb vint-i-dos anys, va viatjar a la capital francesa per ampliar els seus horitzons creatius. Continuà la seva formació a París, on va ser alumne a l'Académie Julian, formant-se sota el mestratge del pintor academicista William-Adolphe Bouguereau, una de les figures més emblemàtiques de la pintura acadèmica anomeada "art pompier", que literalment es traduiria per “art bomber”, denominació que fa referència a l'academicisme francès que triomfava als salons oficials a la segona meitat del segle xix. Bouguereau era el president de la Société des artistes français i el responsable dels Salons oficials, on es valorava sobretot la perfecció tècnica en el tractament del nu mitològic, de la pintura històrica i del retrat. L’auge del sistema acadèmic de les Belles Arts va comptar amb l’admiració del públic i de la crítica oficial, molts cops titllat d'un art efectista i la falsament grandiloqüent propi de “l’art pompier”. Fou aquí on adquirí un ple domini de la línia, la forma i la composició, fent de l'artista un dibuixant de gran qualitat.
A l'acadèmia, l'ensenyament se centrava en l'aprenentatge mitjançant la còpia d'obres dels grans mestres de la història de l'art, fins que l'alumne procedís a treballar al model natural. El fet que el pintor utilitzés com a model de còpia diferents obres figuratives del seu mestre, va comportar la creació d'un gran vincle entre ells que finalment va portar al reconeixement del jove artista com un dels deixebles de William-Adolph Bouguereau. Testimoni d’aquests estrets llaços amb l’artista i la seva esposa, la també pintora Elizabeth Gardner Bouguereau, és la correspondència entre aquesta última i Carles Pellicer, que es va mantenir més enllà de la data de la mort del mestre Bouguereau l'any 1905.
La influència de l’obra de Bouguereau sobre el jove artista és evident: els rostres de les figures, suaus i idealitzats, els cossos sensuals sota les teles, l’arquitectura i la presència de la natura són habituals en les obres del mestre francès.
Durant la seva estada parisenca, entre 1888 i 1905, va exposar als Salons on va presentar pintures on la figura femenina era la protagonista i va saber retratar amb eficàcia les elegàncies de la seva època. Una de les obres d'aquest periode d'exposicions és la pintura titulada Magranes, on Pellicer mostra la sensualitat femenina representant una jove emmarcada en un paisatge idíl·lic i envoltada de natura.

#### Retorn a Barcelona
Cap al 1905 torna a Barcelona, on va centrar la seva producció pictòrica en els retrats preciosistes i sumptuosos de famílies adinerades barcelonines: els Bertrand, els Macaya, els Muntadas o els marquesos d’Alella, entre d'altres, van formar part de la seva clientela. És en aquest àmbit i en aquest moment quan comença a excel·lir. A la correspondència del Centre de Documentació de la Fundació Municipal Joan Abelló trobem diverses cartes que el relacionen amb la monarquia espanyola això com testimonis del retrat que va fer a la Infanta Maria Teresa.
Durant els anys que es va establir definitivament a la capital catalana, vivia a Passeig de Gracia, a un gran pis on feia reunions a les que assitien intel·lectuals i artistes de l'època i que era ple de quadres i d'objectes d'art. Actualment, alguns d'aquests objectes artístics i obres de Pellicer, formen part del fons de la Fundació Municipal Joan Abelló.

#### Darrers anys
Finalment, Carles Pellicer va morir a Barcelona l'any 1959. Moltes peces, tant de la seva col·lecció com obres seves, van acabar essent part de la col·lecció Abelló, i unes altres van passar a ser de la família Bertrand, amb qui Pellicer tenia una estreta relació.

## Exposicions
El pintor va exposar als coneguts Salons de París a partir del 1893 amb obres on representava figures al·legòriques impregnades d'erotisme i sensualitat. Etude pour un portrait va ser la primera obra que va exposar, feta amb la tècnica del pastel. Sis anys després, va exposar al Saló Portrait de Néna, i Eté on va mostrar dos nous treballs realitzats amb pintura. Al 1900 va presentar la seva obra Attente, al 1901 Fleur preferée, Prisonnier al 1902, Portrait de Madame de I. al 1903, Nénuphars al 1904 i Portrait de Madame Raphaela de Vigo al 1905. Tres de les obres exposades (Prisonnier, Portrait de Madame de I. i Portrait de Madame Raphaela de Vigo) van ser publicades al Catalogue Illustré.
El pintor va ser un assidu expositor de les exposicions nacionals de belles arts i va participar en moltes altres celebrades a les diferents institucions barcelonines. La seva activa participació en la vida artística i les seves abundants relacions socials amb escriptors, pintors, músics i membres de famílies adinerades i poderoses, van fer que Carles Pellicer tingués una gran popularitat als cercles artístics i socials de la Barcelona de finals de segle xix i principis del XX.

## Estil pictòric i obres destacades

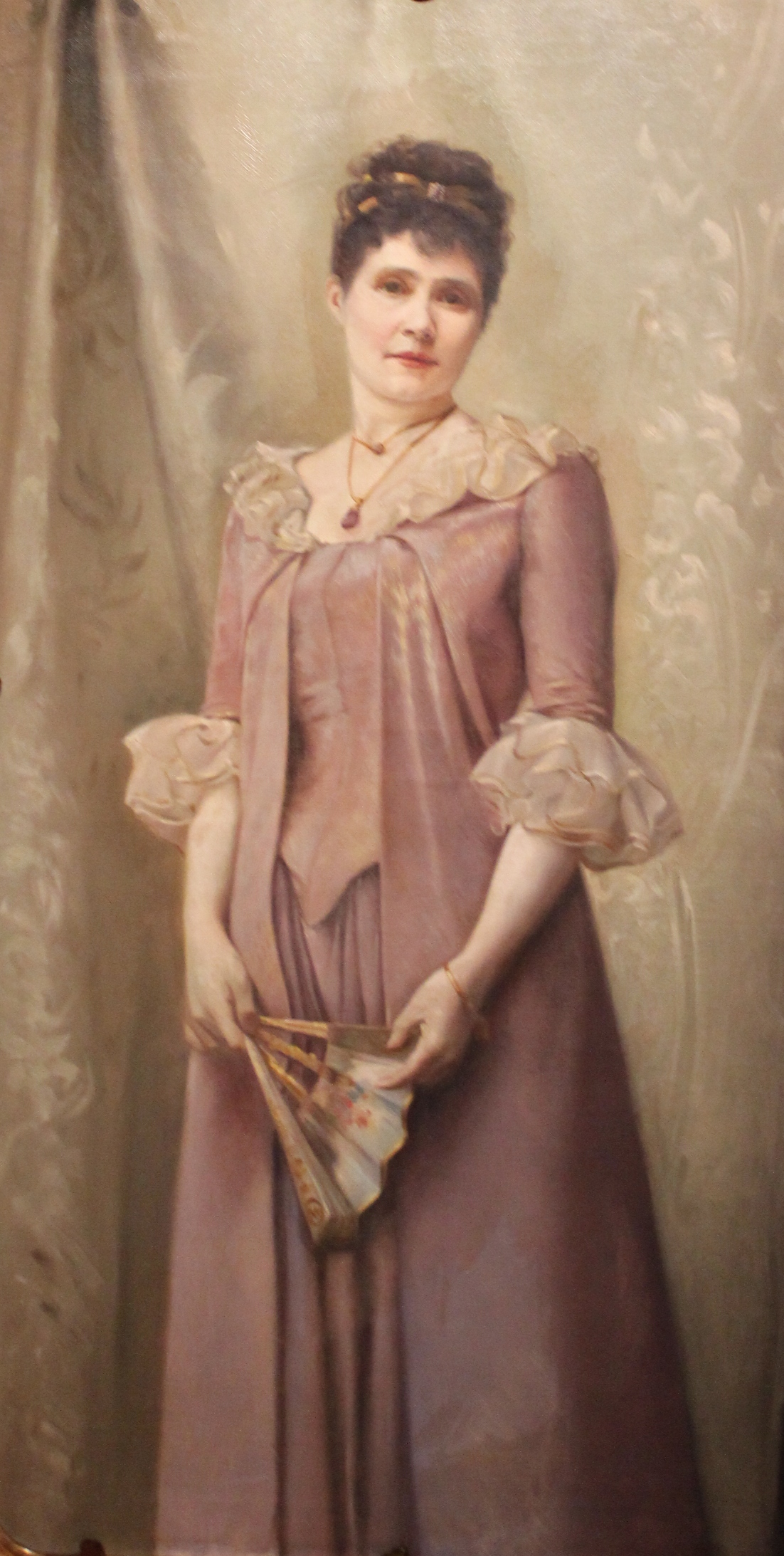
Retrat de Matilde Rouvière (1890), mare del pintor, oli sobre tela a la Fundació Municipal Joan Abelló, Mollet del Vallès.

La moda de finals del segle xix destaca pel seu caràcter internacional i la seva ràpida difusió. El sorgiment de cases de costura de renom, la modernització de la indústria tèxtil i els avenços tecnològics van ocasionar ràpids canvis en les formes de la moda i les revistes de moda van adquirir un destacat protagonisme. Aquests temes foren objecte de l’interès del pintor fins al punt de produir-li fascinació i incorporar-ho a les seves obres. En la producció artística de Pellicer trobem nombrosos apunts i dibuixos de figurins que representen la dona parisenca, alguns dels quals eren fets per ser publicats a revistes il·lustrades de l’època, com ara l'Almanach de L’Esquella de la Torratxa. Sabem que el pintor treballava en el disseny dels vestits de disfresses dels balls de Carnaval de Barcelona, que se celebraven al Gran Teatre del Liceu, que destacaven pel seu luxe. També eren coneguts els balls de disfresses organitzats pel Cercle Artístic, als quals el pintor assistia gràcies a documents com fotografies i postals.
| « | Carlos Pellicer recoge, en rápidos dibujos coloridos, la gracia y las características de mujer parisina, (...) la que brilla en el Bois de Boulogne, la modistilla del Boulevard, la habitual de la Rue de la Paix, (...) o la que pasa por Montmartre. | » |
| — Joaquim Renart, Catálogo de la exposición de pinturas de Carlos Pellicer: tributo al octogenario artista pintor. Real Círculo Artístico. Barcelona, 1951, p. 6 | |   |

Així doncs, el tractament de les robes de les figures femenines gaudeix d'una especial delicadesa i minuciositat en la pintura de Pellicer: en moltes obres queda palès el domini de la caiguda del vestit i els plecs. A la preciositat de les robes s'hi suma l'espai interior, que passa a ser un element finament detallat que mostra l'elegància i preciosisme de la dona burgesa, tal com es por admirar a l’obra Dama de l’ombrel·la. El tema de les personificacions, representades per joves elevades a la categoria de divinitat, és una constant que serveix al pintor per justificar el nu femení, molt present en la seva obra, com passa a El nido vacío o a Retrat de Mercedes Mata a Puigcerdà, publicada originalment amb el títol Meditación, on la figura de la dona resta sense individualitat per a evocar qualitats o idees, com la meditació en aquest cas.
Pellicer es consolida com a pintor de retrats i les seves pintures representen els rostres més coneguts de la societat i la burgesia catalana. Un exemple seria el retrat que fa de Manuel Bertrand i Salas, important industrial i amic de l’artista, sobre un fons neutre, deixant enrere els colors que fins ara havíem vist a les figures al·legòriques, per donar pas a una figura masculina on predomina el negre, fons que pren protagonisme als retrats encarregats.
Sense dubte, però, la persona més retratada i admirada per Carles Pellicer va ser la seva mare, Matilde Rouvière, una dona culta i refinada que provenia d’una família benestant. Les anades i tornades de Pellicer al taller del seu mestre a París fomentaren l’abundant correspondència entre el jove pintor i la seva mare, que era a Barcelona. Donada l'estreta relació entre mare i fill no és d’estranyar el gran nombre de retrats de la seva mare, d'entre els quals destaca el que prové del Museu Nacional d’Art de Catalunya i que actualment està en dipòsit al Museu Abelló: Retrat de Matilde Rouvière.

## Carles Pellicer i Joan Abelló
Joan Abelló i Prat visita Can Pellicer l'any 1946 acompanyat per Pere Pruna per continuar la seva formació artística; en aquell pis, a més d’aprendre a pintar, esdevindria col·leccionista. La seva estada s'allargà fins a la mort de Pellicer l'any 1959. Fou llavors quan Abelló va heretar els objectes personales del seu mestre, així com dibuixos de moda, olis de petit format i mobles del seu pis. A la Sala de la Música del taller de l'artista, situada darrera de la Casa del Pintor Abelló (Museu Abelló) a Mollet del Vallès, el pintor va reproduir l'entorn viscut al pis de Pellicer: els salons barcelonins del XX que havia viscut a través dels records del seu mestre i que va voler reproduir organitzant events culturals.
Per conèixer el retratista català, és impresdincible l'obra L'hora del té escrita per Abelló l'any 1961, on l'autor rememora les trobades que celebrava Pellicer setmanalment al seu pis ubicat al Passeig de Gràcia nº4, per prendre el te i parlar d'economia, política, art i antiguitats amb destacades personalitats del món de l’art, de la cultura, de l'espectacle i de la burgesia barcelonina com Enric Granados, Apel·les Mestres, Anna Pàvlova, Maria Barrientos, Miquel Llobet, Frank Marshall, Sara Bernhardt, Tórtola València, Manuel Rocamora, Frederic Mompou… Anys més tard s'hi afegiren altres personalitats com Conxita Badia, els Macaya, els Bertrand i Emili Uhthoff.
El llegat de Joan Abelló, però, no s'acaba al seu llibre, ja que, entre el ric fons documental i artístic conservat a la Fundació Municipal Joan Abelló trobem cartes, postals, fotografies, dibuixos i obres que ens han permès anar descobrint Carles Pellicer, les seves pintures, inquietuds, cercles i amistats, així com també ens ha permès endinsar-nos i reviure fragments de la Barcelona de finals del segle xix i principis del XX, de l'excitant vida social i cultural que es vivia a la ciutat comtal i més enllà de les fronteres catalanes, de les estades a París i dels viatges dels quals el pintor va gaudir.

## Altres dades
Gràcies a les tasques d'investigació per part de la Fundació Municipal Joan Abelló, sabem que s'han trobat, al revers de certes obres, segells estampats procedents de BERTRAND, C/ Puerta del Ángel, Barcelona, detall que ens permet reafirmar la relació entre la família Bertrand i Carles Pellicer, podent deduir que la família de l’industrial cotoner subministrava tela a l’artista. De la mateixa manera, també s'han trobat segells pertanyents a Casa Teixidor, una botiga de belles arts a Barcelona establerta al carrer Regomir nº3 l’any 1874, que després es traslladà al 1909 a Ronda de Sant Pere nº16. Detalls com aquests permeten datar les obres en funció dels segells.
De la mateixa manera, també s'ha pogut constatar que Pellicer no preparava les teles sinó que les comprava amb una capa de preparació molt prima de color ocre. Pel que fa a la pintura, feia servir pintura a l’oli de fabricació industrial que es venia en tubs. També cal destacar que la procedència dels materials pot aportar coneixements sobre les relacions socials i els cercles artístics per on es movia l’artista.